# 황샤오징

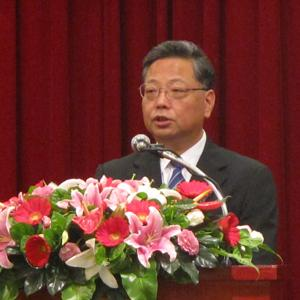

황샤오징(중국어 간체자: 黄小晶, 1946년 3월 ~ )은 중화인민공화국의 정치인이다. 푸젠성 푸저우시 출신으로 푸젠성 성장을 역임했다.

## 경력
푸젠성 푸저우시 출신으로 둥난대학을 졸업했다. 1969년 9월 일을 시작했고 1973년 12월 중국공산당에 입당했다. 1983년 5월부터 중국공산주의청년동맹 푸저우시 시위원회 서기와 중국공산당 푸저우시 구러우구 구위원회 부서기, 구러우구 구장을 지냈다. 1993년 4월부터 룽옌시 시위원회 서기를 역임했다.
중국공산당 제17기 중앙위원과 제16대 및 17대 전국대표, 제8기 및 10기, 11기 전국인민대표대회 대표를 지냈고 제12기 전국인민대표대회 상임위원을 역임했다.